# Camuflatge militar

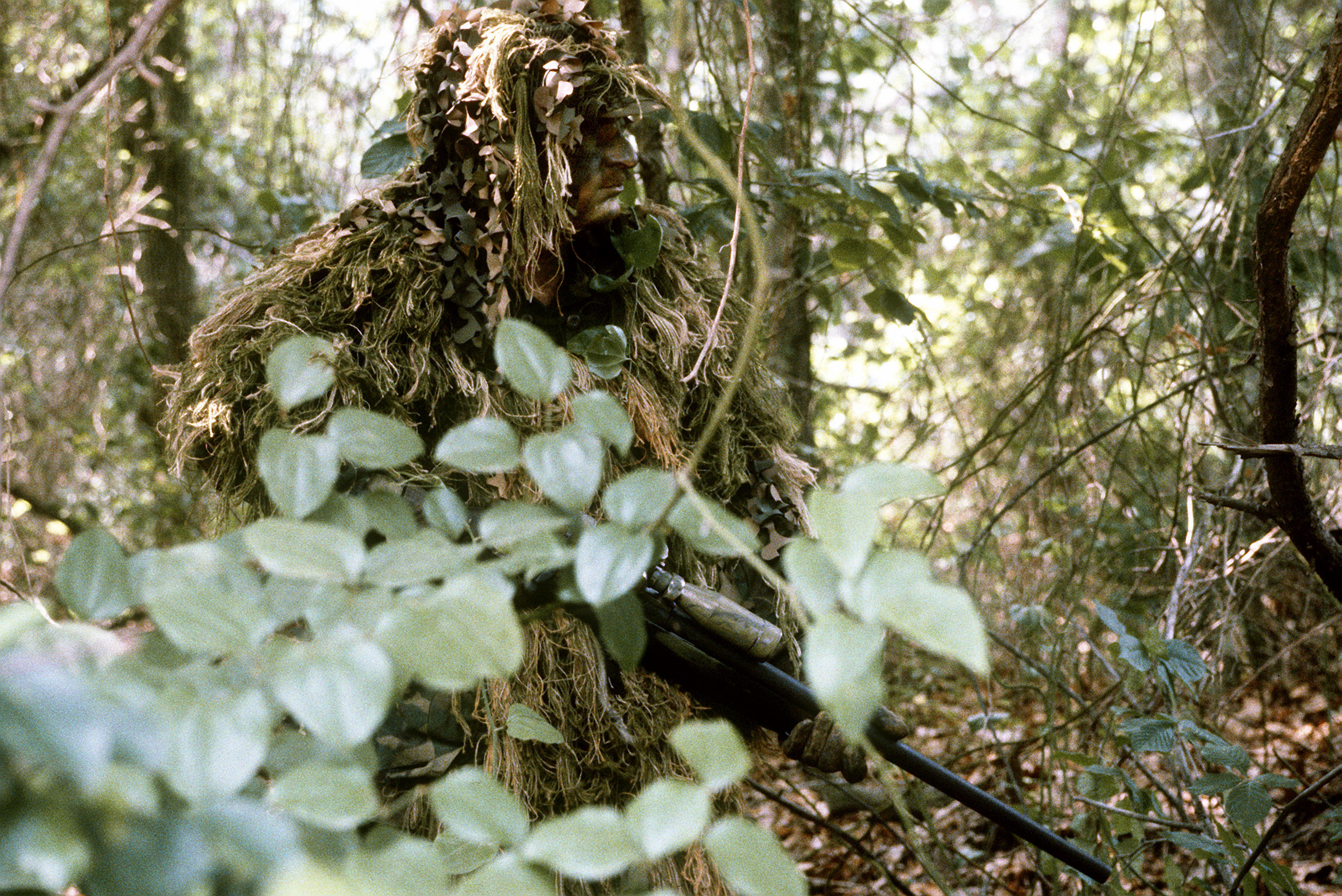
Camuflatge militar: equip de franctirador

El camuflatge militar és la tècnica de disfressar objectes, vehicles o tropes tot mimetitzant-los amb el terreny circumdant per tal d'ocultar-los a la detecció i identificació de l'enemic. Això es pot fer per dues vies:
- cobrint allò que hom vol dissimular amb objectes naturals (per exemple, vegetació) o fabricats (per exemple, xarxes sobre emplaçaments artillers).
- mitjançant colors pintats (en peces artilleres, tancs, equipament, etc.) o estampats (en uniformes) que es corresponen amb el medi, sovint en dissenys que dissimulen la forma.

## Tipologia dels uniformes de camuflatge
En el cas concret dels uniformes, l'ús del camuflatge és pertinent en tres grans tipus de medi, en funció dels quals existeixen tres grans tipologies mimètiques:
- camuflatge boscós: per a jungla tropical, muntanyes i boscos temperats, etc. És la forma de camuflatge més típica i amb què està més familiaritzat el gran públic: colors diversos aplicats aleatòriament en taques, clapes, pics, traços, estelles, etc., sobre fons uniforme (per exemple, clapes negres, marrons i grogues sobre fons verd oliva) o ocupant la totalitat de l'espai. En aquesta tipologia s'inclouen patrons cèlebres com el telo mimetico italià, el léopard francès, l'Alpenflage suís, el disruptive pattern britànic, el Flecktarn alemany, el woodland estatunidenc, etc. Alguns exèrcits del Pacte de Varsòvia (Polònia, Txecoslovàquia, RDA) havien emprat camuflatge pluvial, a base de curts traços verticals sobre fons llis.
- camuflatge nival: per a neu (terrenys nevats). Al principi els uniformes nivals eren completament blancs; a partir dels anys seixanta es tendeix a afegir-hi taques o clapes fosques, en atenció a la presència sovintejada d'elements naturals foscos (rocs, vegetació) en medis nevats. També s'usen uniformes reversibles, de camuflatge nival per una banda i monocolors o de camuflatge boscós per l'altra.
- camuflatge desèrtic: per a terrenys desèrtics o àrids. Tradicionalment es considerava que per a mimetitzar-se en medis desèrtics n'hi havia prou amb usar uniformes monocolors en caqui o en tons sorrencs; en l'actualitat s'hi usen uniformes mimètics pròpiament dits, a base de clapes de tons caqui, marronosos, ocres o sorrencs, en atenció a la presència de tons diferents de sorra, ombres, etc.

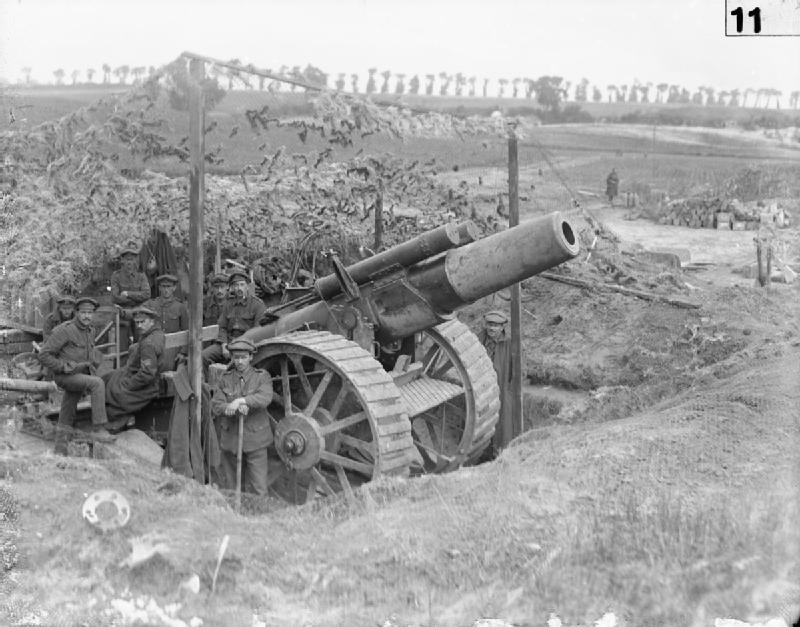
Artilleria britànica camuflada amb xarxa mimètica (1916)
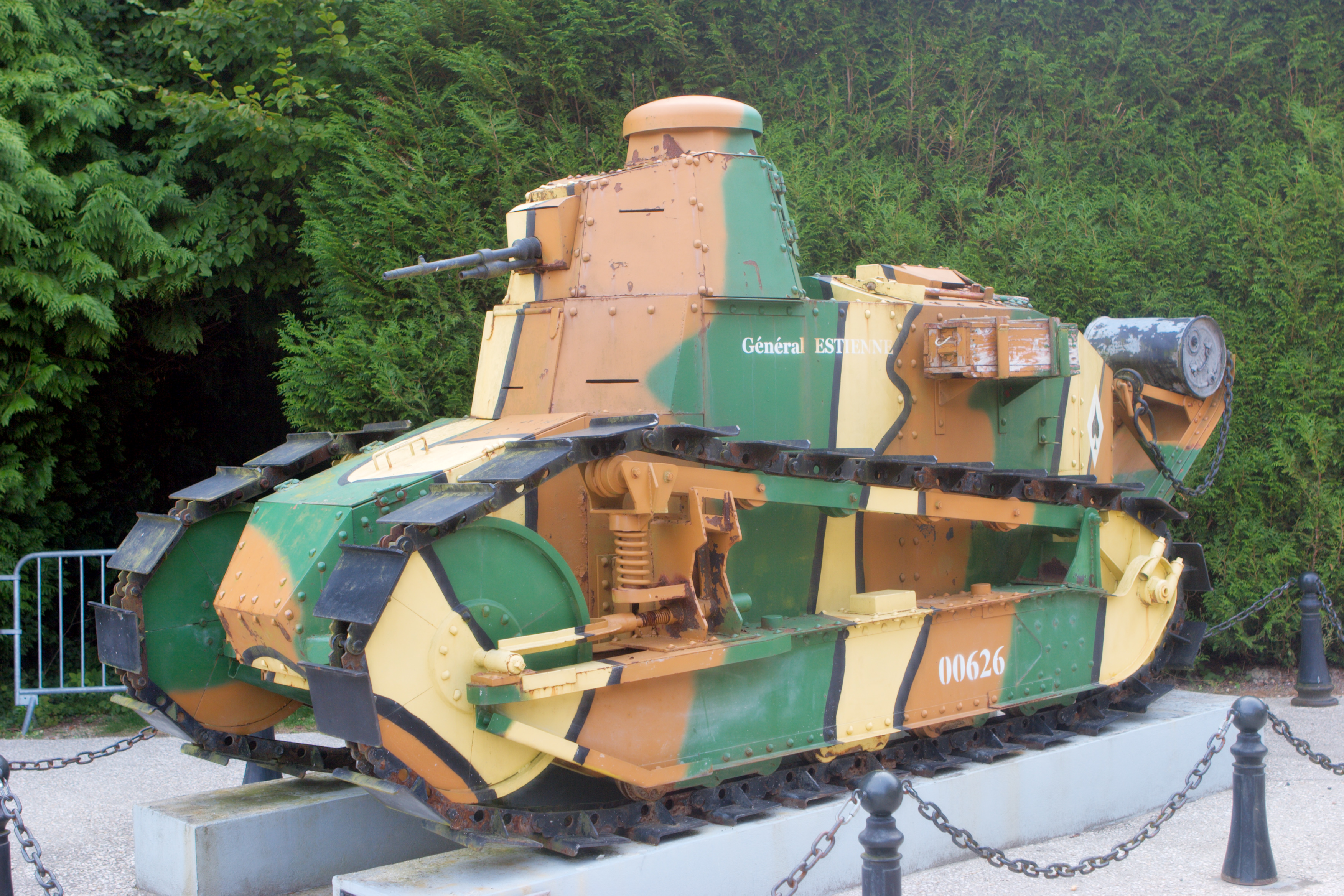
Tanc Renault FT amb pintura de camuflatge (Primera Guerra Mundial)
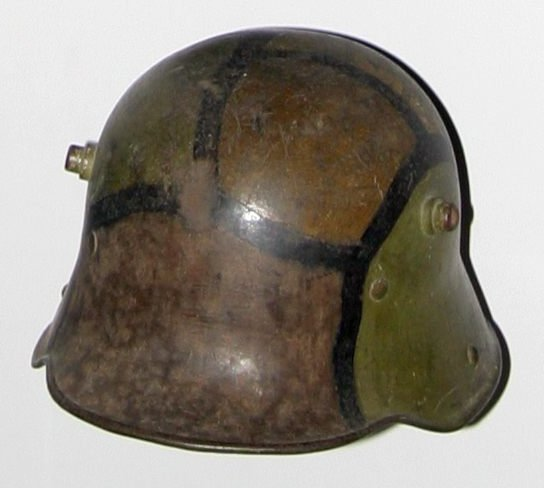
Casc alemany de la Primera Guerra Mundial amb pintura de camuflatge (vers 1916)
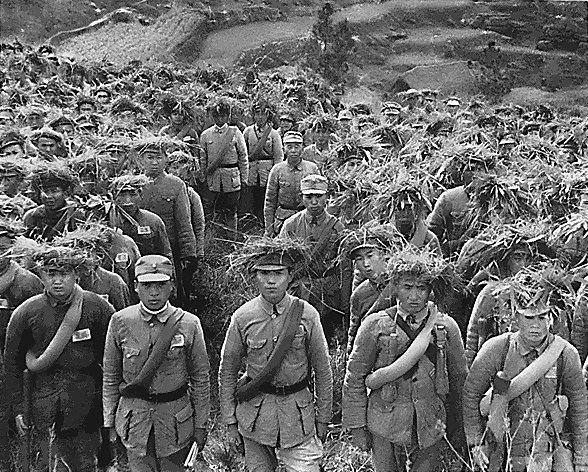
Soldats xinesos (vers 1940) camuflats amb vegetació
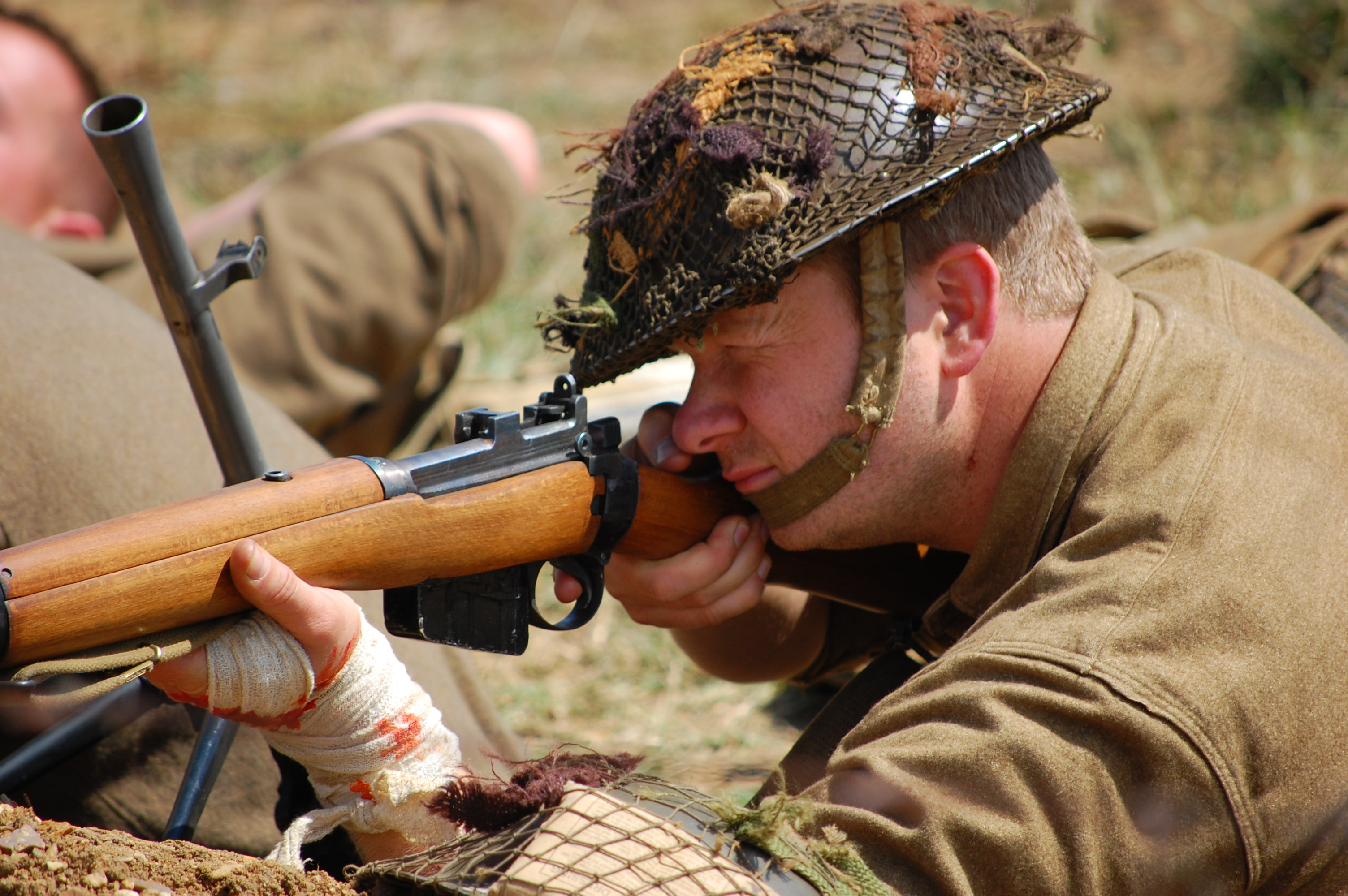
Soldat britànic de la Segona Guerra Mundial amb xarxa mimètica al casc suportant camuflatge vegetal (reconstrucció)
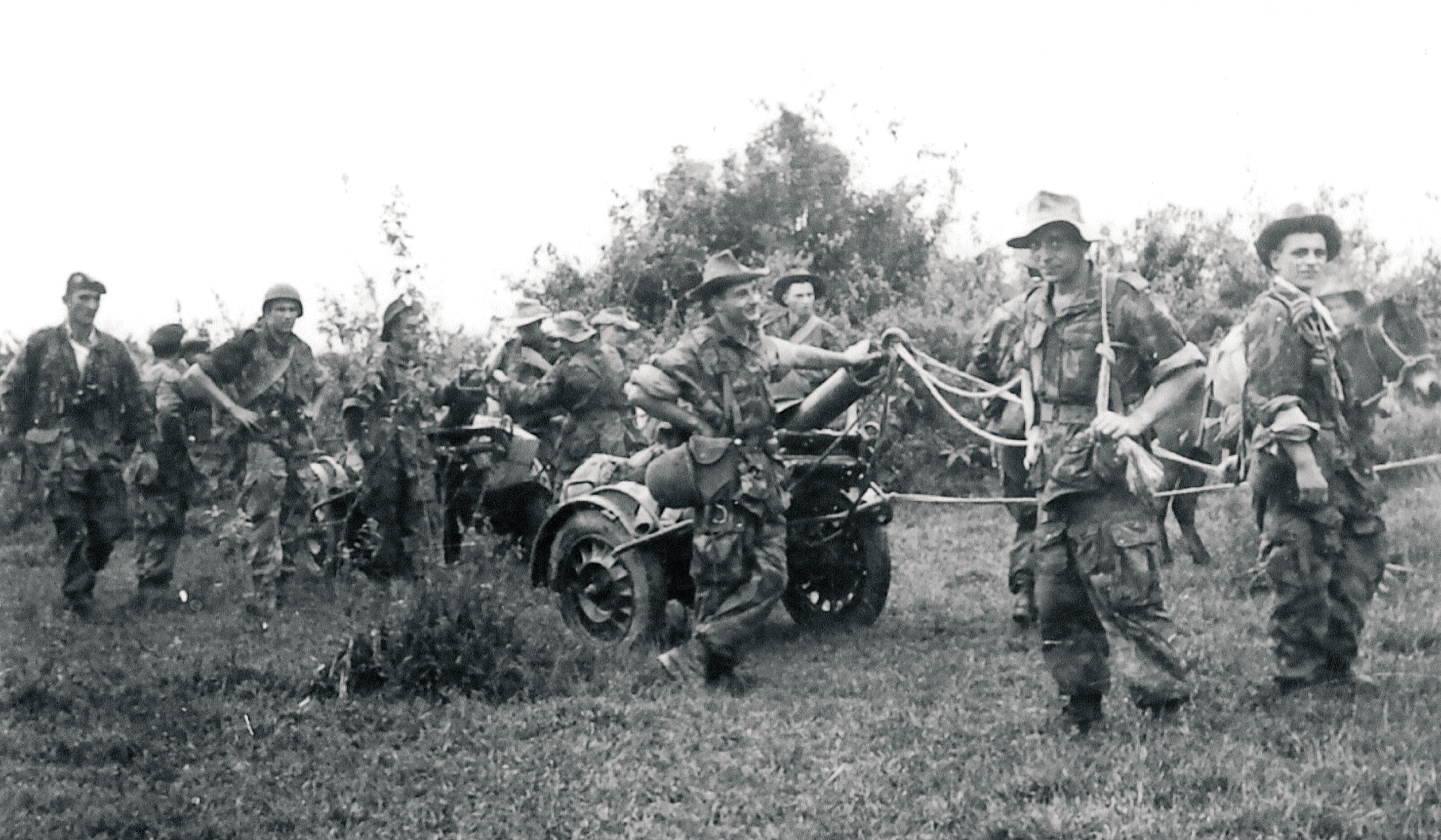
Paracaigudistes francesos en uniforme de camuflatge (vers 1953) durant la Guerra d'Indoxina
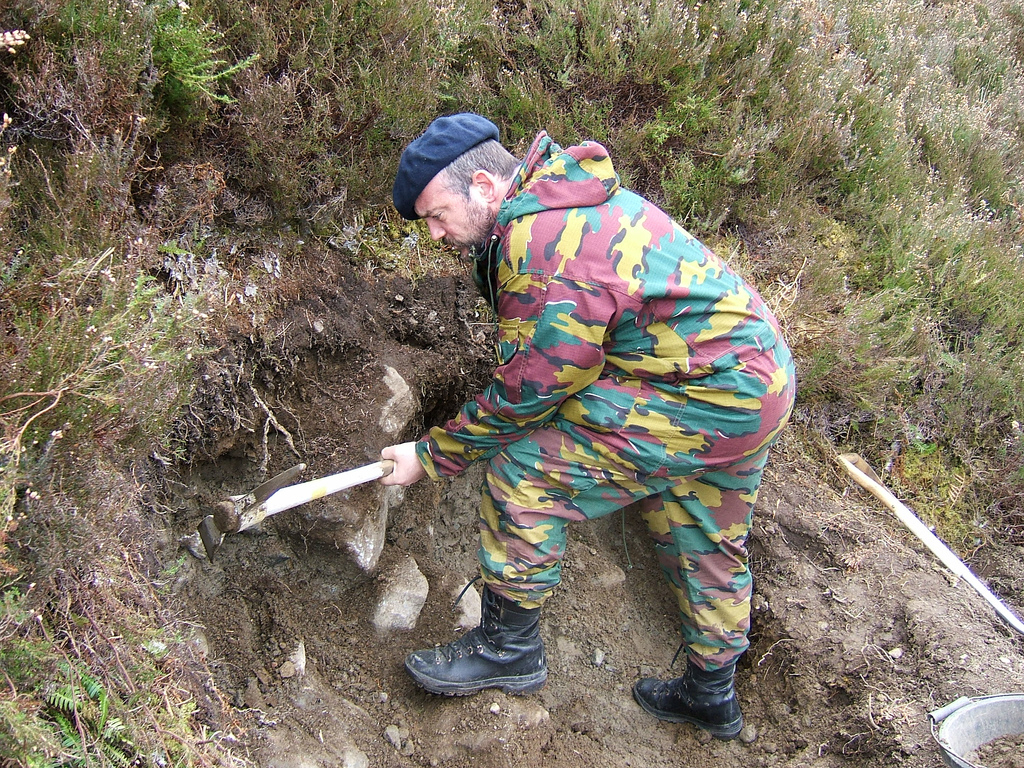
Soldat en uniforme de camuflatge a clapes
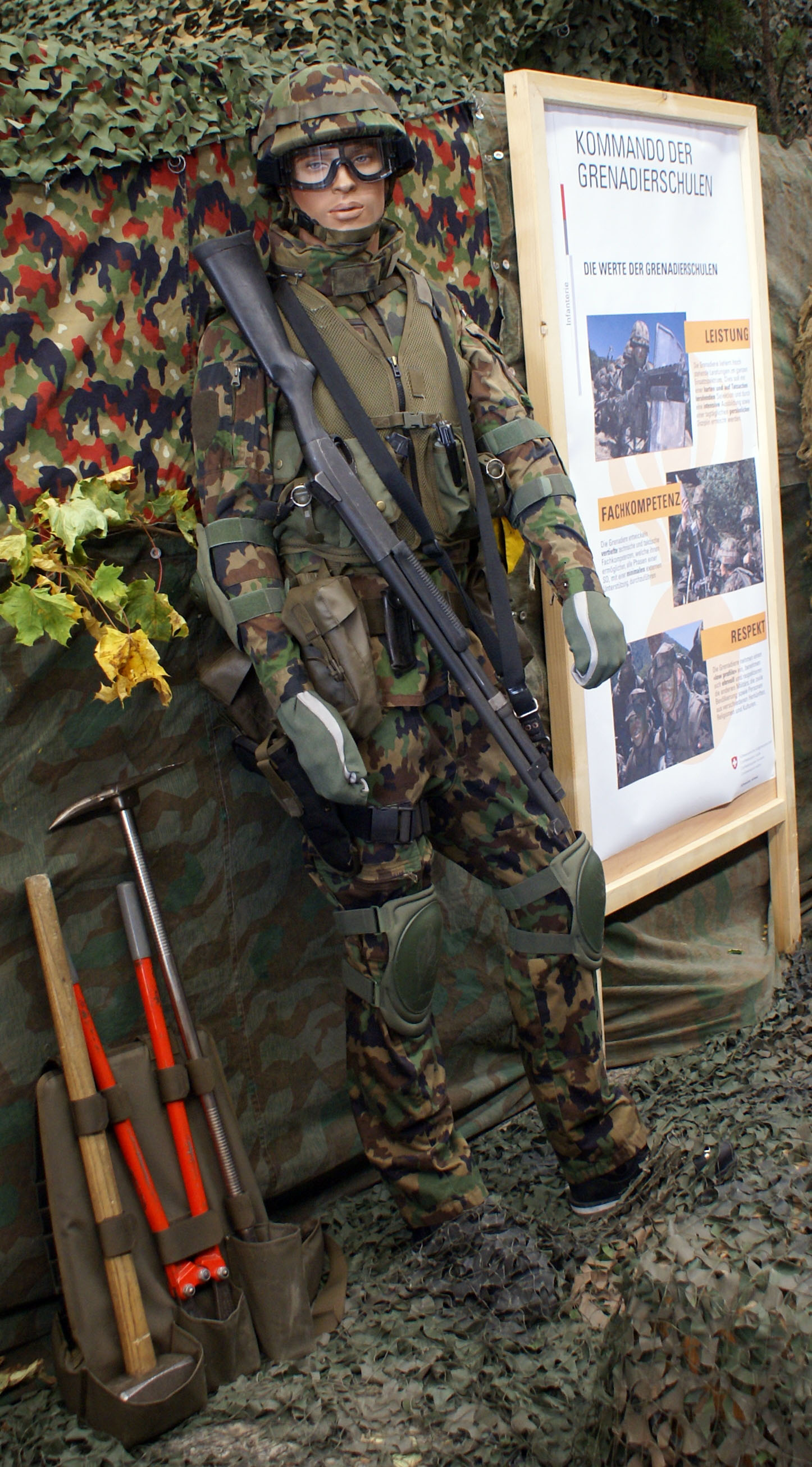
Uniforme de camuflatge suís m. 1990
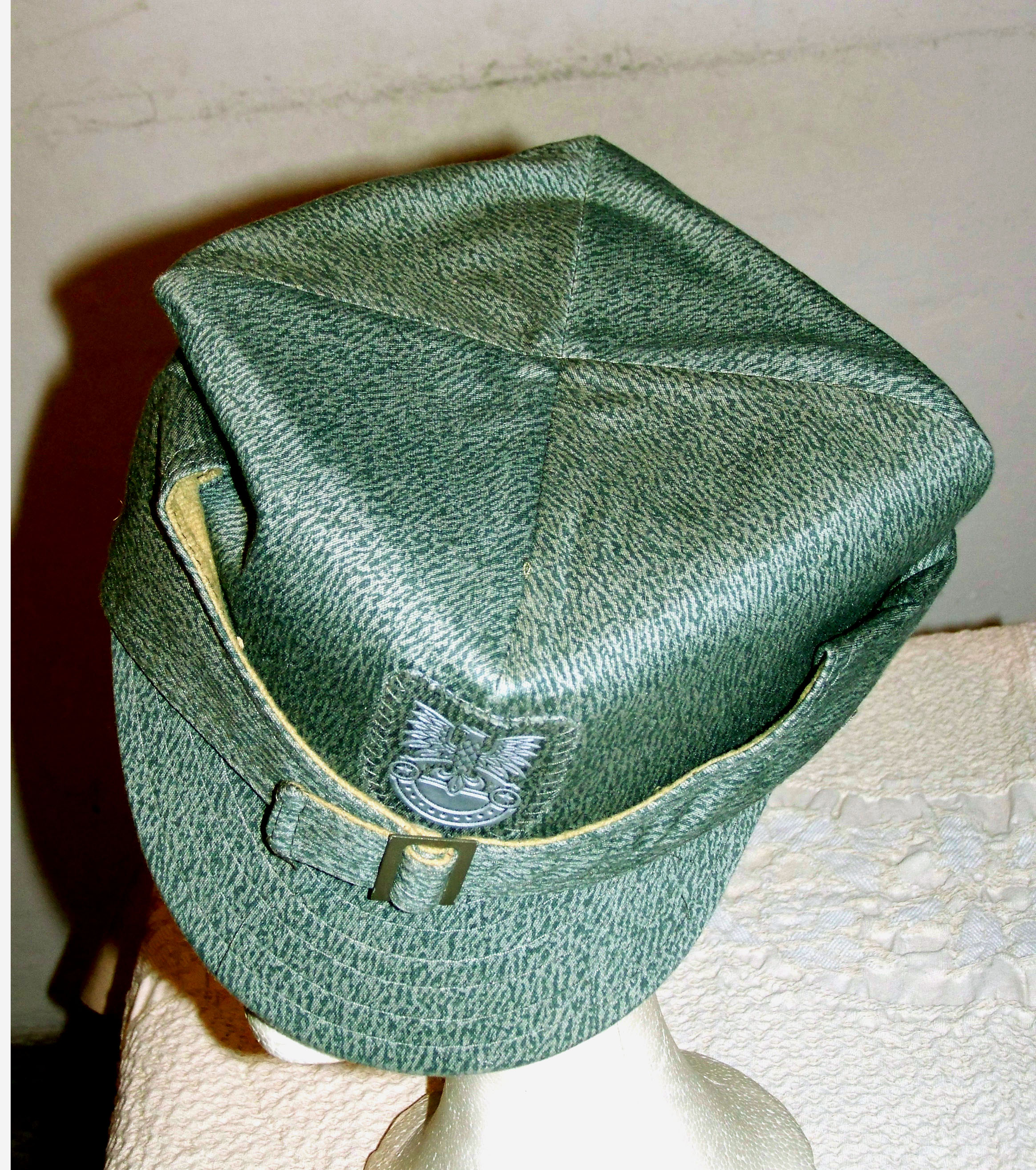
Czapka de campanya polonesa m. 1960 amb camuflatge moro
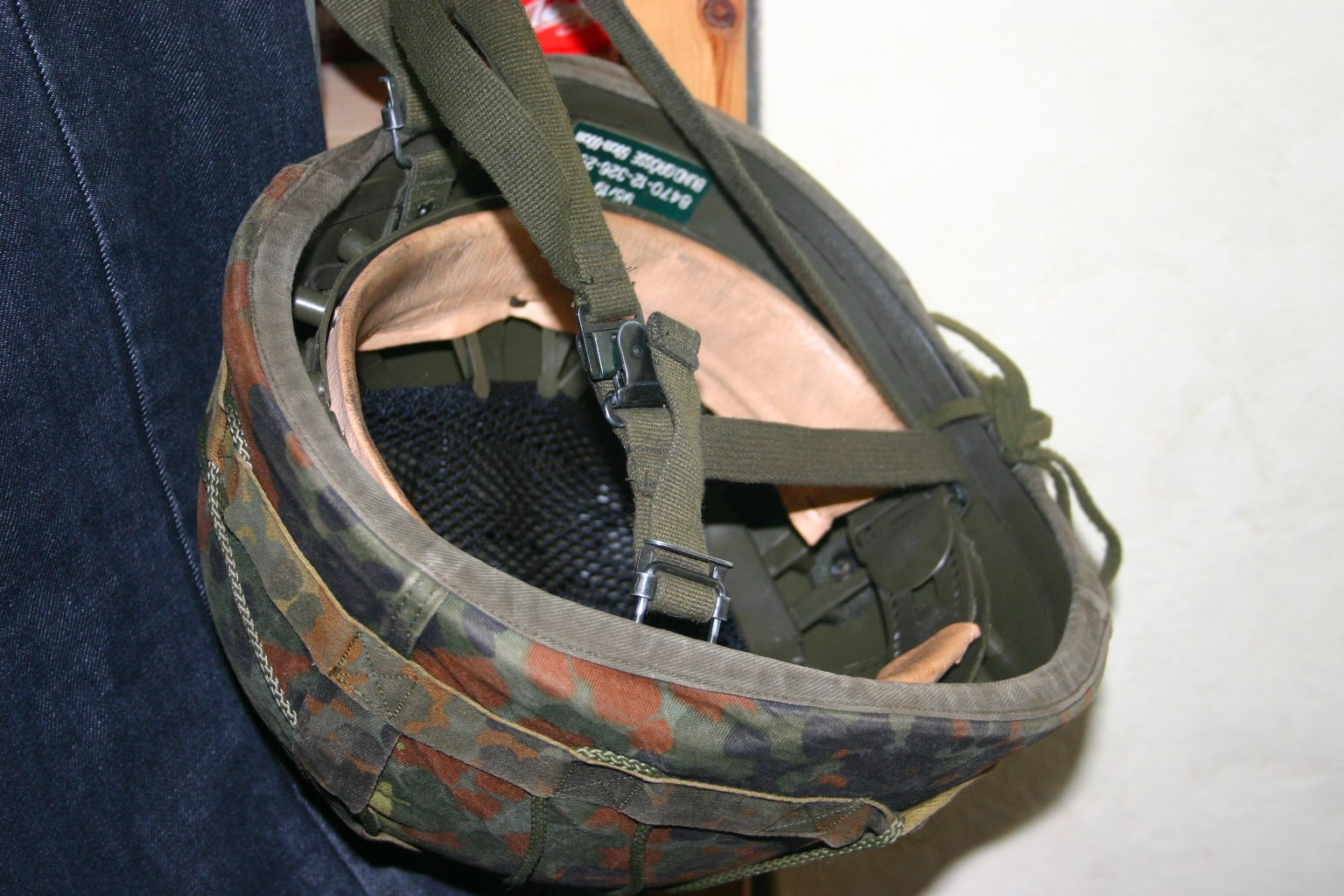
Casc alemany m. 92 amb funda mimètica
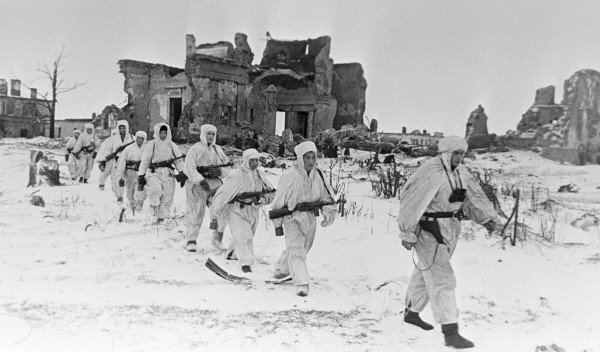
Soldats soviètics amb camuflatge nival (Stalingrad, 1942)
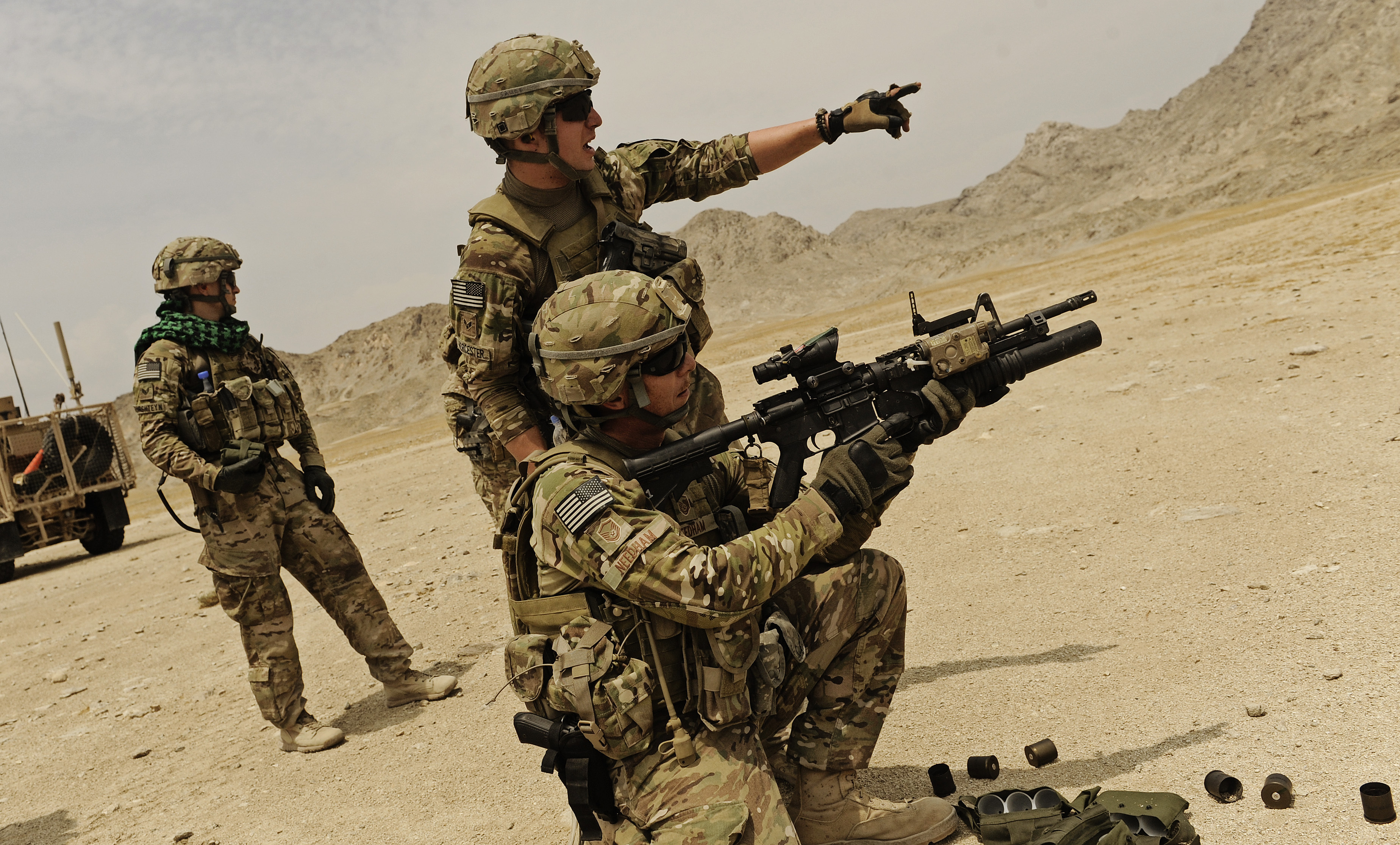
Soldats estatunidencs amb camuflatge desèrtic (2010)

## Història
Tradicionalment els uniformes eren de colors llampants, cosa necessària per a identificar les tropes a distància en camps de batalla greument enfosquits pels trets de pólvora negra. A partir de mitjan segle xix, amb el desenvolupament dels fusells de repetició (de llarg abast efectiu i cadència considerable) i la generalització de la pólvora blanca, els uniformes llampants passaren a ésser contraproduents, perquè feien els soldats altament vulnerables al foc enemic. Entorn de 1910 tendí a generalitzar-se l'ús d'uniformes monocolors de to neutre o discret (caqui, gris, verd oliva…) amb l'objectiu de mimetitzar-se amb l'entorn.
El camuflatge pròpiament dit sorgí durant la Primera Guerra Mundial, en forma de motius pintats sobre peces artilleres, tancs, avions i, fins i tot, vaixells (en què l'objectiu era dificultar la identificació de la velocitat). Les unitats de xoc alemanyes es pintaven el casc amb motius geomètrics multicolors. També apareixen les xarxes mimètiques per a emplaçaments artillers, així com altres formes d'ocultació (per exemple, posts d'observació reproduint amb tota exactitud un arbre prèviament retirat). Mentrestant, el mot camouflage, format en francès el 1914 mateix, era adaptat en multitud de llengües.
El camuflatge tingué un desenvolupament molt important durant la Segona Guerra Mundial, en què alguns exèrcits (Itàlia, Alemanya, Regne Unit, URSS, Finlàndia, EUA...) comencen a aplicar-lo als uniformes en medis determinats (bosc, neu) o per a usos especialitzats (franctiradors). Independentment del color usat a la metròpoli, tots els exèrcits vesteixen de caqui al desert, i tendeixen als tons verdosos a la jungla. En medi tropical esdevé habitual de camuflar les lligadures amb fullatge, i apareix la xarxa mimètica per a facilitar-ho al casc. Augmenta l'ús de la funda mimètica (aplicació del camuflatge al casc mitjançant una funda amb motius camuflats, en comptes de pintant-lo directament).
D'ençà la segona postguerra mundial el camuflatge s'ha diversificat i sofisticat enormement en tots els camps d'aplicació, si bé fins als anys noranta generalment es reservà per a casos molt específics: d'una banda, per a operacions en jungla, al tercer món (tropes colonials, exèrcits d'alliberament); d'altra banda, i pel que fa a Europa, n'usaven tan sols certes tropes d'elit (paracaigudistes, infanteria naval, etc.) actuants en medis boscosos, o bé les tropes de muntanya en medis nevats. Els exèrcits italià i suís es compten entre els pioners a adoptar el camuflatge com a forma bàsica d'uniforme de campanya (telo mimetico italià, 1951-1975, i Alpenflage suís, 1957-1990). S'hi encavalquen la RFA i alguns dels exèrcits del Pacte de Varsòvia (precisions a l'article Patró mimètic).
A partir dels anys noranta els uniformes de camuflatge esdevenen la forma bàsica d'uniforme de campanya a la majoria d'exèrcits del món. N'existeixen multitud de patrons, famílies de patrons, variants i, no cal dir-ho, de models concrets, que parteixen, sobretot, de les pautes adoptades per les grans potències; la diversitat es multiplica, encara, per matisos de to segons fabricants i lots, desgast de la roba, etc. De tota manera, i atesa aquesta generalització del camuflatge, avui dia ha esdevingut difícil distingir a primera vista els exèrcits per l'uniforme de campanya, fins i tot per als especialistes.

## Ús civil
En les darreres dècades s'ha posat de moda entre els civils l'ús de roba de camuflatge, militar o d'estil militar. N'usen sovint els caçadors, per motius pràctics, i, per motius estètics, se'n porta amb indumentària informal, de temps lliure o de carrer.